# イフガオ族
イフガオ族（イフガオぞく、Ifugao）はルソン島北部のコルディリエラ山脈に居住する少数民族。フィリピン・イフガオ州の語源となった。プロト・マレー系の民族で1975年時点の人口は約13万人。

## 生活
イフガオ族は山岳農耕民で、標高1000mから1500mの山腹に石垣を組んで棚田を作り水稲耕作を行う。石垣の建造が困難な地域では土壁を用いる場合もある。バナウエの景観が知られている。稲作と密接な関係を持つ宗教儀式を数多く保持しており、棚田や水牛の所有数は階層社会にそのまま反映されている。貧困層では稲作の代わりに焼畑農業で得たサツマイモなどを栽培し米の代用品としている。
集落は高床式居住区が20前後密接した群をいち単位とし、核家族構成を取るが、子どもは一定の年齢に達するまでは家族とは別の共同寝所（アガマン）で寝泊りをする。